# Villalba de la Sierra
Villalba de la Sierra és un municipi de la província de Conca, a la comunitat autònoma de Castella-La Manxa.